# Deserto Tirari-Sturt

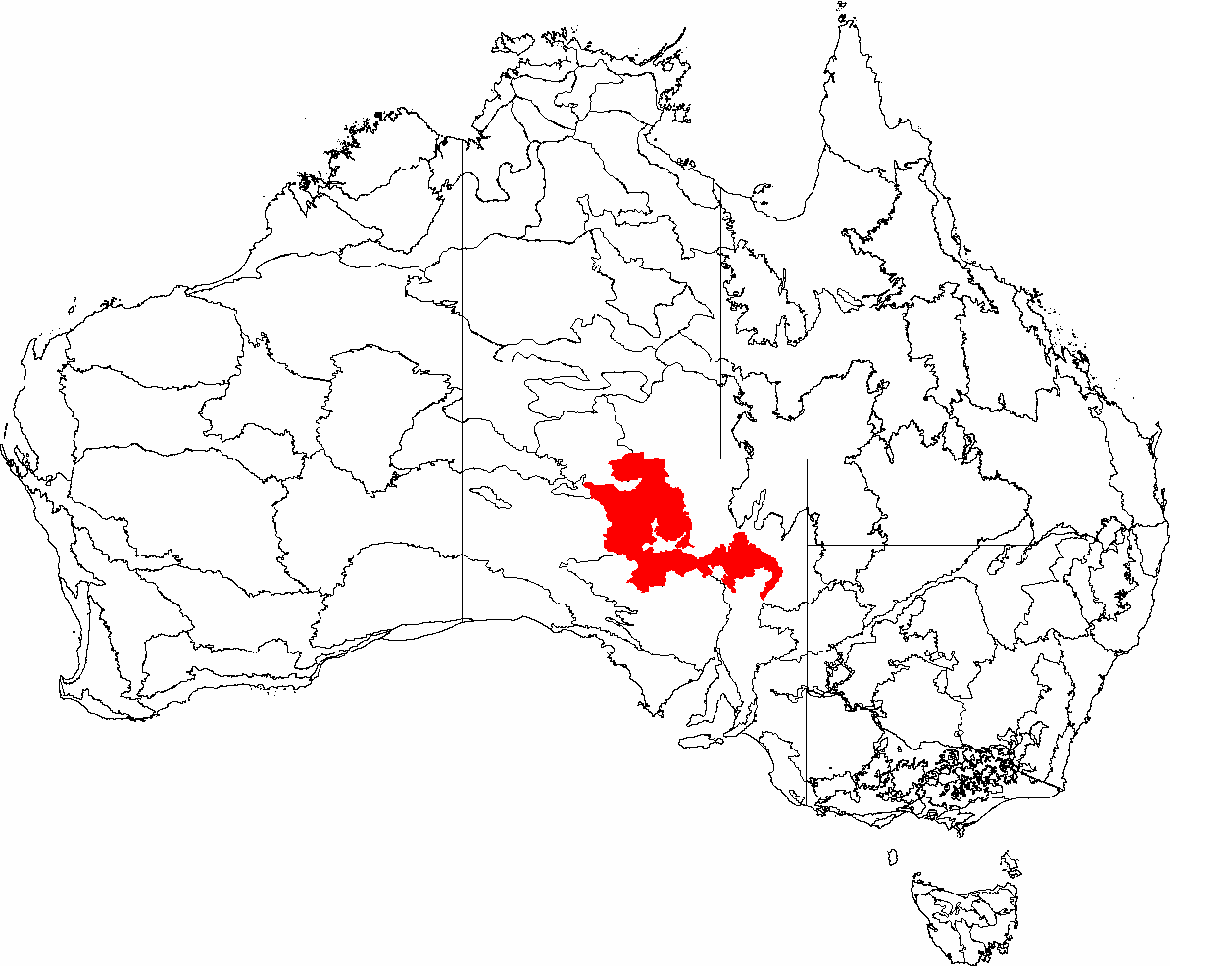
Área das grandes planícies.

O Deserto de Stony Tirari-Sturt é formado por quatro partes: as extensas planícies de Stony, Gawler, Flinders and Olary Ranges e Broken Hill Complex. É uma vasta região que apresenta ainda dunas, cerrado, moitas e áreas abertas de vegetação rala e até mesmo bosques em suas áreas de divisão. Sua vasta planície é local de descobertas de fósseis. Podendo apresentar temperaturas de 50ºC, apresenta uma espécie de acácia, chenopodium, a aquila audax, o petrogale xanthopus e o macropus fuliginosus.[carece de fontes?]